# Кміта Олександрович
Кміта III або Богдан-Федір Олександрович Кміта (*д/н — бл. 1500) — державний та військовий діяч Великого князівства Литовського.

## Життєпис
Походив з українського шляхетського роду Кміти гербу Хоругви Кмітів. Старший син Волчка Олександра Кмітича, онук Кміти I Олександровича, черкаського намісника. Його стрийком, напевне, був Матвій Кміта II, намісник вінницький. У 1486 році отримав від великого князя Литовського Казимира Ягеллончика 12 кіп з київського мита.
В 1489 році призначається путівльським намісником, а в 1494 році ста черкаським намісником (замість нього Путівль отримує Богдан Глинський). В свою чергу великий князь Олександр Ягеллнчик наказав Кміті не судити слуг та підданих князя Богдана Глинського, що перед тим був черкаським намісником. У 1499 році Кміта отримав від великого князя Олександра Коростишів у житомирському повіті. Того ж або 1500 року Кміту змінив Іван Дашкович. Натомість Кміта Олександрович стає вінницьким намісником (його брат Дмитро отримав житомирське намісництво). Можливо невдовзі помер.

## Родина
- Кшиштоф (?—1552), чорнобильським, вінницький намісник
- Семен (після 1552)
- Людмила, дружина Михайла Павши, чорнобильського державця